# Leó Szilárd
Leo Szilard (Budimpešta, 11. veljače 1898. - La Jolla, Kalifornija, 30. svibnja 1964.), mađarski fizičar židovskog podrijetla, idejni začetnik nuklearne lančane reakcije. Zajedno s talijanskim fizičarem Enricom Fermijem patentirao je ideju nuklearnog reaktora. 
Prvi nuklearni reaktor izgradio je Enrico Fermi. Prema legendi, Szilardu je pomisao da "bombardira" atomsku jezgru slobodnim neutronima došla dok je šetao ulicom. Nagovorio je Alberta Einsteina da napiše glasovito pismo tadašnjem predsjedniku Sjedinjenih Američkih Država Rooseveltu.

## Životopis
Leo Szilard se rodio i odrastao u Austro-Ugarskoj monarhiji. Otac mu je bio građevinski inženjer. Školovao se u Budimpešti, gdje je pokazao veliki interes za fiziku i matematiku. Počeo je studirati za inženjera, ali 1916. je završio na fronti kao časnik. Razbolio se od španjolske gripe i vratio se kući, što se kasnije pokazalo kao sretna okolnost, jer su vojnici iz njegove vojne jedinice gotovo svi poginuli. Poslije Prvog svjetskog rata časno je otpušten iz vojske. 
1919. je nastavio studirati, ali je ubrzo odlučio napustiti Budimpeštu zbog vrlo loše političke situacije i rastućeg antisemitizma, pod diktaturom Miklósa Horthya. Nastavio je studirati u Berlinu, a predavali su mu poznati fizičari tog vremena, kao Albert Einstein, Max Planck i Max von Laue. Njegov doktorat je bio iz termodinamike i uspješno ga je obranio na Humboldtovom sveučilištu u Berlinu.
1927. postaje profesor na Berlinskom Sveučilištu. 1928. predaje patent za linearni akcelerator čestica, a 1929. predaje patent za ciklotron. Od 1926. do 1930. zajedno s Albertom Einsteinom radi na patentu Einsteinovog hladnjaka. Američki patentni biro je nagradio Einsteina i Szilárda za ovaj hladnjak 11. studenog 1930. Patent pokriva termodinamičke cikluse rashlađivanja, koji omogućavaju hlađenje bez pokretnih dijelova, na konstantnom tlaku, s toplotom kao jedinim ulazom. Rashladni ciklusi koriste amonijak, butan i vodu.

### Nuklearna lančana reakcija
1933. na njega su imale veliki utjecaj riječi poznatog fizičara Ernesta Rutherforda, koji je izjavio da nije moguće koristiti energiju nastalu iz nuklearne reakcije. 1932. John Cockcroft i Ernest Walton su izveli poznati pokus, kada su bombardiranjem atoma litija s protonima, uspjeli ih razdvojiti u alfa-čestice, upravo s akceleratorom čestica, koji je on konstruirao. 
Došao je do spoznaje o mogućnosti nastanka nuklearne lančane reakcije ako neki proces oslobađa više neutrona nego što ih je trebalo za pokretanje procesa. Lančane reakcije su bile poznate iz kemije, gdje najčešće izazivaju nekontrolirano oslobađanje energije, odnosno eksploziju. Szilárd, međutim, u fizici predviđa takve reakcije kod lakih atoma. U eksperimentima nakon otkrića nuklearne fisije uranija, Szilárd otkriva da je fisijom oslobođeno više neutrona nego ih je upotrijebljeno i prepoznaje predviđenu nuklearnu lančanu reakciju. Mislio je da će to uspjeti s atomima litija, koji mogu stvoriti neutrone, koji bi mogli samoodržavati nuklearnu lančanu reakciju. Zatim je pokušao s atomima berilija i indija, ali oni nisu uspjeli stvoriti nuklearnu lančanu reakciju. Bojeći se uporabe ovoga otkrića u izradi nuklearnog oružja od strane nacističke Njemačke, on taji ovo veliko otkriće. 
No, 1934. godine grupa znanstvenika predvođena Irène Joliot-Curie i Fredericom Joliot-Curijem objavljuje da bombardiranje alfa-česticama inducira umjetnu radioaktivnost kod stabilnih elemenata. Iste je godine svoje otkriće objavio i Enrico Fermi. 

### Projekt Manhattan
1938. Szilárd odlučuje nastaviti rad u New Yorku, a ubrzo mu se pridružuje i Enrico Fermi. Ubrzo su saznali o uspješnim pokusima na nuklearnoj fisiji, koji su proveli Otto Hahn, Fritz Strassmann, Lise Meitner i Otto Robert Frisch. Tada je zaključio da uranij može ostvariti nuklearnu lančanu reakciju. Szilárd i Fermi su počeli s pokusima, koji su pokazali da uranij u nuklearnoj reakciji znatno umnožava neutrone, što je pokazalo da je moguća samoodrživost nuklearne reakcije.
Godine 1939., uz Szilárda, Einstein šalje pismo američkom predsjedniku Franklinu Delanu Rooseveltu, zauzimajući se za proučavanje nuklearne fisije u vojne svrhe, zbog straha da bi nacistička vlada Njemačke mogla biti prva koja će proizvesti nuklearno oružje. Roosevelt počinje s malom istragom u vezi ovog problema, koja će s vremenom prerasti u masivni projekt Manhattan.
Njemački znanstvenici su isto pokušavali stvoriti nuklearnu lančanu reakciju i kao usporivač neutrona su počeli koristiti grafit, što se kasnije pokazalo uspješno u teškovodnim nuklearnim reaktorima, ali su kao sirovinu koristili borov karbid, što je bilo pogrešno, jer male nečistoće bora su dovoljne da zaustave nuklearnu lančanu reakciju, zbog uhvata sporih neutrona. Szilárd je uvidio grešku, pa je grafitne šipke proizvodio bez ikakvih nečistoća bora. I tako je prva nuklearna lančana reakcija ostvarena 1942.
Nakon velike bitke kod Staljingrada 1943., bilo je jasno da će nacistička Njemačka izgubiti rat. Onda je Szilard počeo kampanju protiv atomske bombe. U Los Alamosu bili su brojni fizičari kozmopoliti i lijeve orijentacije, te mnogi od njih nisu željeli nastaviti projekt. Szilard je došao u sukob s vodstvom projekta Manhattan. Ipak, zbog velikih gubitaka američke vojske u području Tihog oceana, američki predsjednik Harry Truman se odlučio da baci atomske bombe na Hirošimu i Nagasaki. 

### Nakon Drugog svjetskog rata
Zbog razočaranja nakon upotrebe atomskih bombi u Drugom svjetskom ratu, Szilárd se 1947. posvetio molekularnoj biologiji. 1951. se oženio s Gertrude Weiss. 1960. se razbolio od raka mokraćnog mjehura. Szilárd se žestoko bori protiv upotrebe nuklearnog oružja. 1964. je umro od srčanog udara.